# Goldie (band)
Goldie was een Britse pop- en rockband.

## Bezetting
- Dave Black[3] (gitaar, zang)
- Pete McDonald[4] (zang)
- Geoff Robson (basgitaar)
- Tom Knowles[5] (drums)
- Dom Bon de Sousa Pernes (saxofoon)

## Geschiedenis
De band werd geformeerd door Dave Black in 1976 met leden van zijn vorige project Kestrel en daaropvolgend zijn vertrek bij Spiders from Mars. Ze waren het meest bekend door hun hitsingle Making Up Again (1978, #7) in de Britse singlehitlijst.
De single, zoals het meeste van hun materiaal, werd geschreven door Dave Black en Pete McDonald en werd uitgebracht bij Bronze Records. Het nummer was elf weken vertegenwoordigd in de hitlijst. Ondanks navolgende publicaties werd de band door gebrek aan hitsuccessen in de boeken bijgeschreven als een eendagsvlieg. De song wordt beschouwd als een mooi voorbeeld van de hoog ontwikkelde popmuziek uit de late jaren 1970.
De band trad op en maakte samen opnamen voor vier jaar en traden op in de tv-show Top of the Pops. De band werd in 1980 ontbonden. Na de ontbinding formeerde Black de band 747, die echter geen hitsuccessen kon scoren, maar ze hadden wel een succesvolle carrière in hun eigen North East tijdens de vroege jaren 1980. Black en McDonald hadden beiden succesvolle solocarrières en Black ging verder met het aantrekken van publiek door zijn vele concerten door het noorden van het Verenigd Koninkrijk tot aan zijn overlijden in juli 2015 op 62-jarige leeftijd. Geoff Robson trad op bij de series 25 van Never Mind the Buzzcocks in september 2011.

## Overlijden
Het North East-muziekcircuit werd samen gebracht in juli 2015 na de dood van Dave Black. Zijn begrafenis in de St. Georges Church in het plaatsje Cullercoats nabij Whitley Bay, waar Black opgroeide, werd bezocht door veel muzikanten waar hij mee opgroeide in het North East muziekcircuit tijdens de jaren 1970, waaronder Brian Johnson van AC/DC en Brendan Healy, die toerde met Goldie en voor wie Black later gitaar speelde in The Brendan Healy Band.

## Discografie
- 1978: Making Up Again
- 1978: To Be Alone
- 1979: We'll Make The Same Mistake
- 1979: How Many Times

### NPO Radio 2 Top 2000
Van Goldie (band) stond alleen Making up again in 2000 in de NPO Radio 2 Top 2000, op plek 1892.